# 14-cm-Minenwerfer M.15
Der 14-cm-Minenwerfer M.15, oder 14-cm-M.15 Minenwerfer, war ein Minenwerfer Österreich-Ungarns, welcher im Ersten Weltkrieg zum Einsatz kam.

## Geschichte
Als die österreich-ungarische Armee 1914 den 9-cm-Minenwerfer M.14 an der Front einsetzte, wurde recht schnell der Bedarf an leistungsstärkeren, großkalibrigen und leichter transportierbaren Minenwerfern erkannt.
Bei der deutschen Armee wurde mit dem 17-cm-mittleren Minenwerfer bereits solch ein Gerät entwickelt und erfolgreich eingesetzt. Die österreich-ungarische Armee erwog den Kauf dieser Waffe, ging kurze Zeit später jedoch davon aus, dass deutsche Werksaufträge bevorzugt behandelt würden. Aus diesem Grund entschied man sich, einen eigenen Minenwerfer zu entwickeln.

## Produktion
Im Mai 1915 stellte Škoda einen ersten Prototyp vor. Dieser wurde sehr positiv aufgenommen und 100 Systeme wurden bestellt. Im Frühjahr 1916 wurden weitere 88 Stück bestellt. Die ersten Waffen wurden im Mai 1916 ausgeliefert und an der Front eingesetzt. Eine dritte Bestellung von 300 Stück wurde im November 1916 aufgegeben. Diese dauerte allerdings so lange, dass die ersten 30 Minenwerfer erst im Frühjahr 1917 ausgeliefert wurden. Vom 14-cm-Minenwerfer M.15 und 14-cm-Minenwerfer M.16 wurden insgesamt 705 Stück von Škoda hergestellt.

## Technische Beschreibung

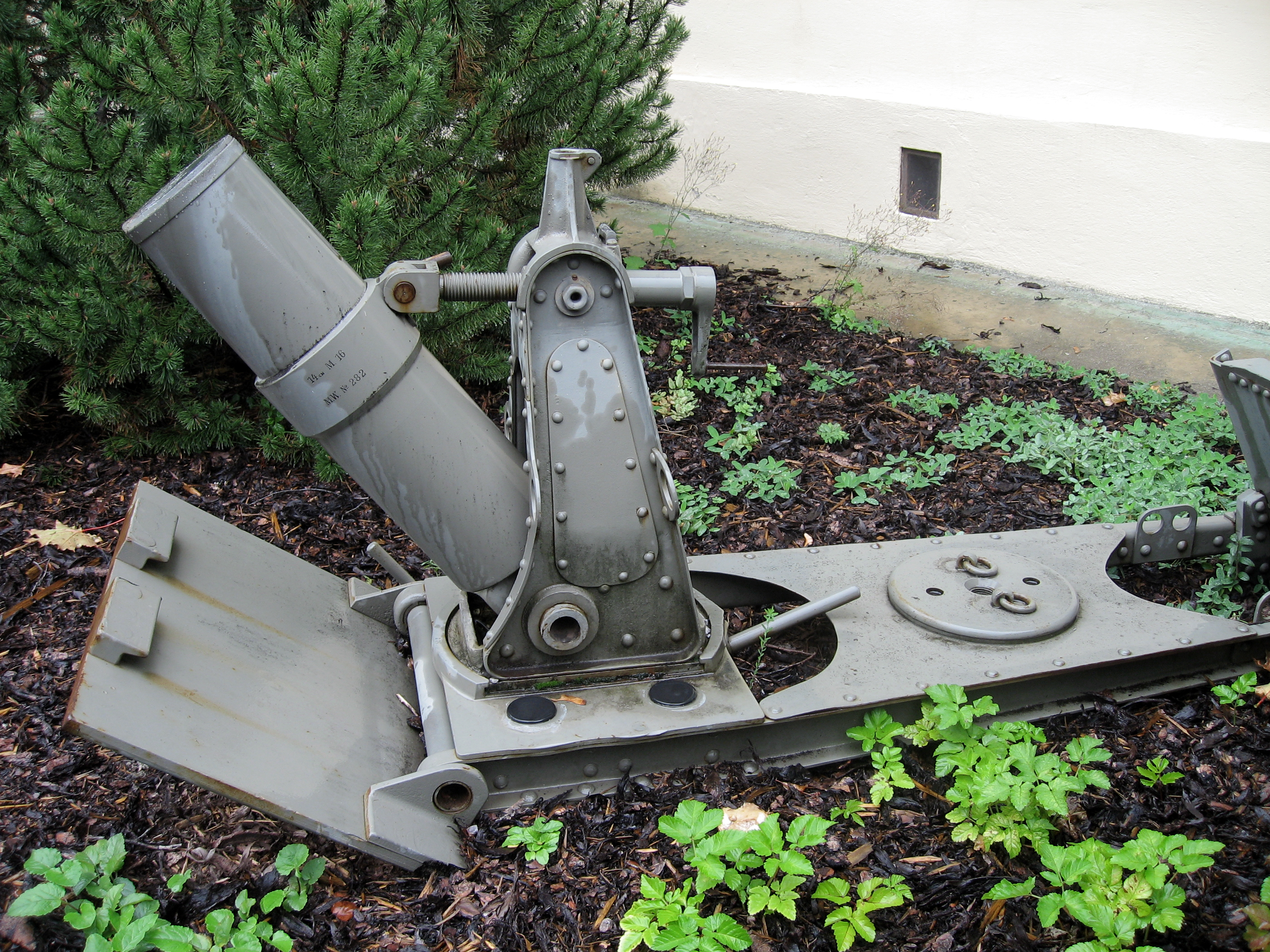
Der leicht verbesserte 14-cm-Minenwerfer M.16 im Museum

Der 14-cm-Minenwerfer M.15 bestand aus einem gezogenen Vorderladerrohr aus Stahl. Die Züge im Rohr hatten einen konstanten Rechtsdrall. Weiterhin verfügte der Minenwerfer über eine markante Lafette mit einem dreieckigen Ständer für die vertikale Zielerfassung. Die Zielerfassung bestand aus einem Dioptervisier. Damit war sowohl ein direktes Visieren als auch das Visieren mit Hilfspunkten aus gedeckten Stellungen möglich.
Die Oberlafette war mit der Unterlafette bajonettartig verbunden, wodurch ein seitliches Richten von bis zu 10° in beide Richtungen möglich war. Alles darüber hinaus musste durch das Verschieben des gesamten Minenwerfers vollzogen werden. Das System verfügte über kein Rückstoßgewinnungssystem. Transportiert wurde er auf Zweiradkarren.
Im Jahr 1917 gelangte eine leicht verbesserte Version des Minenwerfers mit der Bezeichnung 14-cm-Minenwerfer M.16 an die Front. Dabei verfügte das Rohr über einen Ring, an welchem das neue vertikale Zielsystem angebracht war. Weiterhin gab es Aussparungen an der Seite der Lafette und modifizierte Rohrrillen, um die Präzision des Minenwerfers zu verbessern.
Die verwendete Munition war 16 kg schwer und enthielt 5,9 kg Sprengstoff. Die Granaten waren mit Zeitzündern versehen, welche zwischen 7 und 19,5 Sekunden eingestellt werden konnten.

## Einsatz
Der 14-cm-Minenwerfer M.15 diente vorwiegend zur Bekämpfung von Schützengräben, befestigten Stellungen und zur Zerstörung von Sperren und Hindernissen. Sie kamen meistens einzeln zur Verwendung, konnten aber auch in Batterien zu zwei Minenwerfern und unter einer einheitlichen Feuerleitung eingesetzt werden.

## Verbleib
Vom 14-cm-Minenwerfer M.16 befindet sich ein Modell im Tiroler Kaiserjägermuseum. Ein zweiter Minenwerfer kann im Militärmuseum in Kecel betrachtet werden.